# Pristava
Pristava es una localidad de Croacia en el municipio de Tuhelj, condado de Krapina-Zagorje.

## Geografía
Se encuentra a una altitud de 189 m s. n. m. a 52,7 km de la capital nacional, Zagreb.

## Demografía
En el censo 2011, el total de población de la localidad fue de 238 habitantes.